# Уильямс, Эван
Эван Уильямс (англ. Evan Williams; родился 31 марта 1972) — американский предприниматель, который основал несколько интернет-компаний, в том числе Pyra Labs (разработка Blogger) и Twitter, где он ранее был генеральным директором.

## Ранние годы жизни и образование
Уильямс вырос на ферме в Кларкс, штат Небраска, где он помогал летом орошать сельскохозяйственные культуры. Учился в Университете штата Небраска полтора года, затем бросил, чтобы продолжить свою карьеру программиста.

## Карьера

### Начало карьеры
После окончания школы Уильямс работал на разных должностях, связанных с интернет-технологиями, в городах Ки-Уэст, Даллас, Остин (штат Техас), и снова на его семейной ферме в штате Небраска. В 1996 году Уильямс переехал в Себастополь (штат Калифорния), чтобы работать в высокотехнологичной компании O'Reilly Media. Карьеру в O’Reilly он начал с маркетинговых позиций, но в конце концов стал нанятым независимым программистом-фрилансером.

### Pyra Labs и Blogger
Эван Уильямс вместе с Meg Hourihan соучредили ИТ-компанию Pyra Labs. Главным её продуктом стал Blogger, одно из первых веб-приложений для создания и управления блогами. Уильямс изобрёл термин «блогер» и сыграл важную роль в популяризации термина «блог». Компания Pyra Labs просуществовала ещё некоторое время после ухода Meg Hourihan и других сотрудников, пока конце концов не была приобретена Google 13 февраля 2003 года.
Журнал PC Magazine в 2004 году назвал Уильямса «Человеком года», наряду с Hourihan и Paul Bausch за их работу по созданию Blogger.

### Odeo
Уильямс покинул Google в октябре 2004 года и основал компанию Odeo. В конце 2006 года Уильямс стал соучредителем Obvious Corp. вместе с Биз Стоуном и другими бывшими сотрудниками Odeo, чтобы приобрести все её активы. В апреле 2007 года Odeo была приобретена компанией Sonic Mountain.

### Twitter
Среди проектов корпорации Obvious Corp. был Twitter, бесплатная служба микроблогинга. Twitter стал самостоятельной компанией в апреле 2007 года, и Уильямс, как сооснователь, стал членом совета директоров и инвестором. В октябре 2008 года Эван Уильямс стал генеральным директором Twitter, заняв место Джека Дорси, который стал председателем совета директоров. 4 октября 2010 года Уильямс ушел с поста главного исполнительного директора (который займет Дик Костоло).

### Состояние
В рейтинге журнала Forbes в 2015 году его состояние оценивается в $2,9 млрд.

## Личная жизнь
Уильямс является вегетарианцем. Живёт в Сан-Франциско с женой Sara Morishige. У них есть двое детей.